# درباره فیدل
دربارهٔ فیدل (به انگلیسی: On the Fiddle) فیلمی محصول سال ۱۹۶۱ و به کارگردانی سیرل فرانکل است. در این فیلم بازیگرانی همچون شان کانری، آلفرد لینج، سسیل پارکر، ویلفرید هاید-وایت، استنلی هالووی، کتلین هریسون، النور سامرفیلد، اریک بارکر، ترنس لانگدان، آلن کینگ، میریام کارلین، جان له ماژرر، سیریل اسمیت، گراهام استارک، پتسی رولندز، بیل اوون، ارولد گودوین و باربارا ویندسور ایفای نقش کرده‌اند.